# Élections législatives turques de 2011

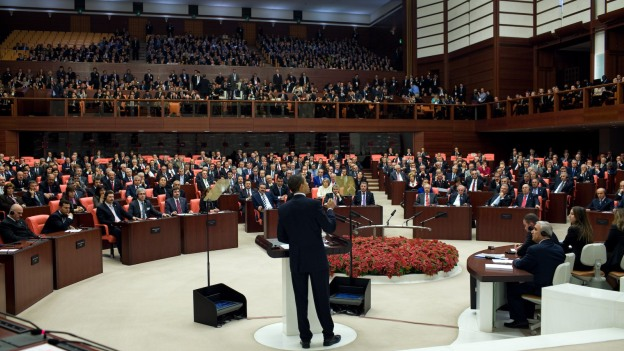
L'hémicycle de la Grande Assemblée nationale de Turquie.

Les élections législatives turques de 2011 (en turc 2011 Türkiye Genel Seçimleri) se sont tenues le 12 juin 2011, afin d'élire les cinq cent cinquante députés de la 24e législature de la Grande Assemblée nationale de Turquie. Il s'agit du premier scrutin tenu à terme depuis 1977.

## Contexte

### Domination de l'AKP

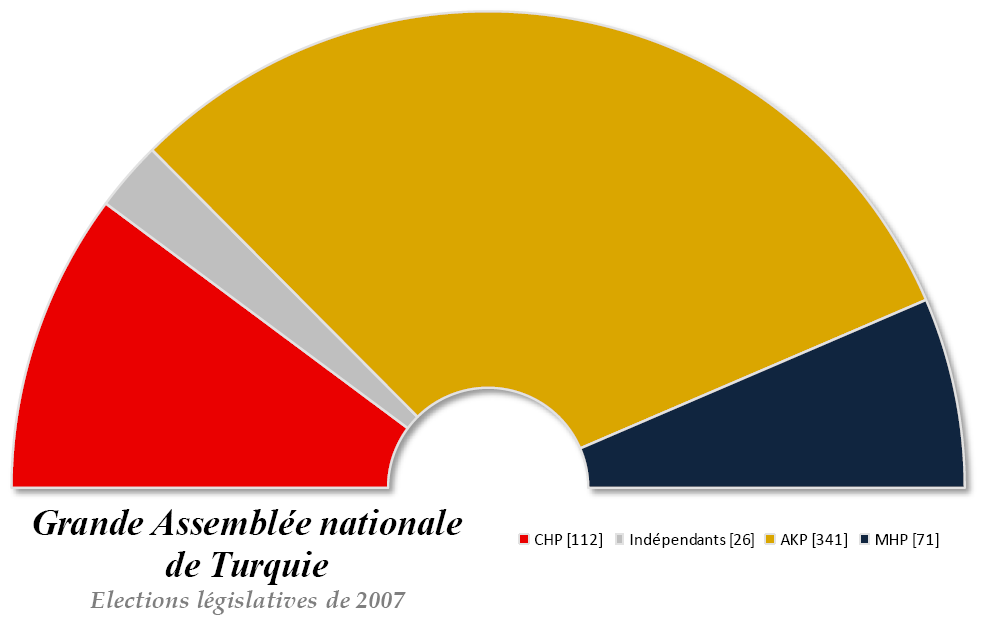
Composition de l'Assemblée sortante.

Lors des élections législatives anticipées du 22 juillet 2007, le Parti de la justice et du développement (AKP), du Premier ministre Recep Tayyip Erdoğan, au pouvoir depuis 2002, avait remporté une seconde majorité absolue consécutive avec 46,6 % des suffrages. Il avait tout de même perdu une vingtaine de sièges, le Parti d'action nationaliste (MHP) ayant réussi à entrer à la Grande Assemblée nationale de Turquie. Bien qu'il se soit encore éloigné de la majorité des deux-tiers, nécessaire pour désigner le président de la République, l'AKP est parvenu à faire élire son candidat, le ministre des Affaires étrangères Abdullah Gül, au troisième tour de scrutin, le 28 août suivant. Par ailleurs, plus d'une trentaine d'indépendants, dont une vingtaine de Kurdes, sont parvenus à se faire élire.

### Changements
À l'occasion du référendum constitutionnel du 12 octobre 2007, les électeurs ont approuvé, à presque 69 %, la réduction de la durée d'une législature de cinq à quatre ans. Au mois d'avril 2010, les députés ont approuvé quelques modifications importantes dans la loi électorale, notamment la réduction de l'âge d'éligibilité, qui passe de 30 ans à 25 ans, l'augmentation de la durée de la campagne électorale, qui passe de vingt à trente jours, l'autorisation de faire campagne en langue kurde et l'installation d'urnes transparentes en remplacement des traditionnelles urnes en bois. Lors d'un vote à l'unanimité, organisé le 3 mars 2011, l'Assemblée a décidé que les élections législatives se tiendraient le 12 juin suivant, respectant ainsi la volonté exprimée par le Premier ministre.

## Mode de scrutin

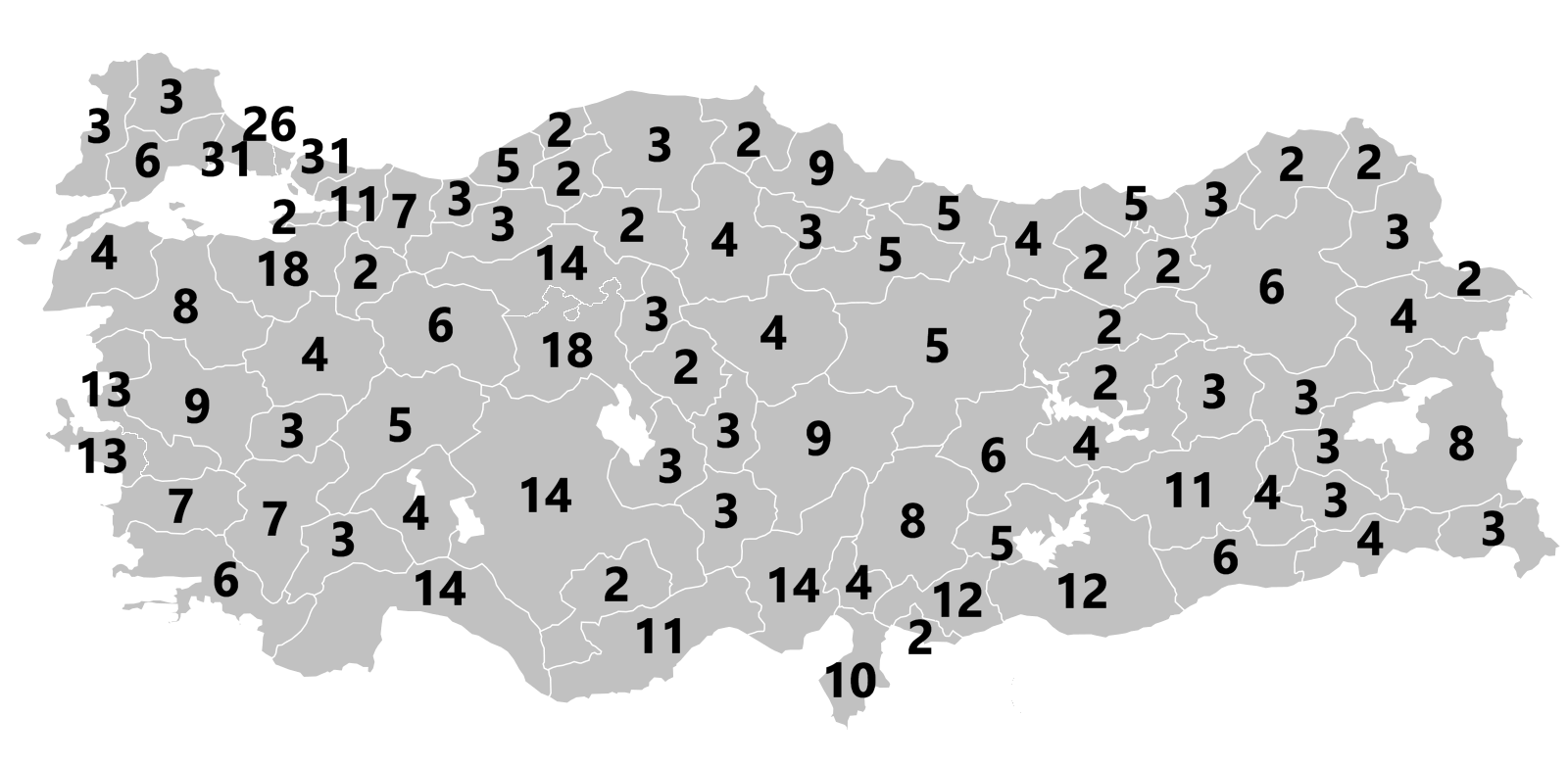
Nombre de sièges par provinces

La Grande Assemblée nationale de Turquie est le parlement unicaméral de la Turquie. Elle compte 550 députés, élus pour cinq ans au scrutin proportionnel, chacune des soixante-dix neuf provinces constituant une circonscription électorale. Les candidats présents sur la liste d'un parti politique ne sont élus que si leur formation a obtenu au moins 10 % des suffrages exprimés au niveau national, si elle a présenté deux candidats à chaque siège de député dans au moins la moitié des provinces, et si elle est bien implantée dans la moitié des provinces et un tiers des arrondissements provinciaux.
Au seuil électoral s'ajoutent plusieurs conditions supplémentaires auxquelles un parti doit se soumettre pour pouvoir bénéficier de sièges. Ils doivent avoir une présence dans un minimum d'un tiers des districts d'au moins 40 provinces, dans lesquelles ils doivent présenter au moins deux candidats.
Le seuil électoral turc de 10 % des suffrages, très élevé, a par le passé poussé au regroupement des formations et au vote tactique de la part des électeurs afin d'éviter que leur vote ne soit « perdu ». Lors des législatives de 2002, notamment, l'émiettement des voix amène à l'élimination de tous les partis sauf deux, l'AKP et le CHP se partageant la totalité des sièges tout en ayant recueilli respectivement 34 % et 19 % des voix.

## Campagne

### Principaux partis et chefs de file
| Formation | Formation                                                                | Idéologie                                                      | Chef de file                                    | Résultats de 2007            |
| --------- | ------------------------------------------------------------------------ | -------------------------------------------------------------- | ----------------------------------------------- | ---------------------------- |
|           | Parti de la justice et du développement Adalet ve Kalkınma Partisi (AKP) | Centre droit, libéralisme économique, conservatisme, islamisme | Recep Tayyip Erdoğan (Premier ministre sortant) | 46,58 % des voix 341 députés |
|           | Parti républicain du peuple Cumhuriyet Halk Partisi (CHP)                | Centre gauche Social-démocratie, républicanisme, kémalisme     | Kemal Kılıçdaroğlu                              | 20,88 % des voix 112 députés |
|           | Parti d'action nationaliste Milliyetçi Hareket Partisi (MHP)             | Droite à extrême droite Conservatisme, nationalisme            | Devlet Bahçeli                                  | 14,27 % des voix 71 députés  |

### Sondages
| Institut            | Date       | AKP    | CHP    | MHP    |
| ------------------- | ---------- | ------ | ------ | ------ |
| Pollmark            | 05.2011    | 47,5 % | 25,2 % | 12,6 % |
| ORC                 | 05.2011    | 49,5 % | 25,2 % | 11,3 % |
| AKAM                | 04.2011    | 41,8 % | 25,8 % | 15,1 % |
| ORC                 | 04.2011    | 50,1 % | 24,5 % | 11,7 % |
| Genar               | 04.2011    | 47,9 % | 24,4 % | 12,2 % |
| Metro POLL          | 03.2011    | 48,3 % | 27,5 % | 11,7 % |
| IK Sara             | 03.2011    | 48,0 % | 28,0 % | 15,0 % |
| USADEM              | 02.2011    | 46,7 % | 27,4 % | 11,2 % |
| Metro POLL          | 01.2011    | 43,5 % | 30,7 % | 13,8 % |
| A&G                 | 12.2010    | 44,0 % | 31,0 % | 10,0 % |
| Konsensus           | 12.2010    | 40,9 % | 26,0 % | 15,6 % |
| Dernières élections | 22.07.2007 | 46,6 % | 20,9 % | 14,3 % |

### Déroulement
Le Parti de la justice et du développement (AKP) au pouvoir s’appuie sur son bilan économique depuis 2002 : croissance de 8,9 % en 2010, inflation modérée (4 % de mars 2010 à mars 2011) et chômage en baisse (9,1 % en février 2011). Le pays a relativement bien affronté la crise mondiale tout en améliorant l'état de ses finances publiques. L'AKP prévoit que le pays devienne la dixième puissance mondiale d'ici 2021 (il est actuellement la 17e). Le Premier ministre Recep Tayyip Erdoğan a également défendu un gigantesque projet pour construire un canal visant à désengorger le détroit du Bosphore de son trafic maritime. Le Premier ministre soutient également une réforme de la Constitution et promet qu'elle garantira plus de droits aux citoyens.
De son côté, l'opposition laïque et de gauche (le Parti républicain du peuple, CHP) a longtemps dénoncé une « islamisation du pays » selon elle et estime que la laïcité du pays, inscrite dans la constitution, est en danger. Toutefois, le parti a recentré son programme sur les questions sociales durant cette campagne, ainsi que sur le droit des femmes et des minorités. Ce positionnement se fait autour du nouveau dirigeant du parti, Kemal Kılıçdaroğlu, désigné à ce poste en 2010. Le CHP s'oppose aussi au projet du Premier ministre de réformer la Constitution pour transformer le régime parlementaire en présidentiel et dénonce une « dérive autoritaire » du pouvoir.
L'opposition nationaliste et conservatrice (le Parti d'action nationaliste, le MHP) a été victime d'un scandale durant la campagne électorale. Des vidéos montrant des membres importants du pays ayant des relations avec leurs amantes ont été publiées. Le parti a dénoncé un complot, qui pourrait ne pas être représenté au Parlement s'il ne franchit pas la barre des 10 %.

## Résultats
|                        |                                               |            |       |               |         |               |  |  |  |
| Parti                  | Parti                                         | Voix       | %     | +/-           | Députés | +/-           |  |  |  |
|                        | Parti de la justice et du développement (AKP) | 21 399 082 | 49,83 | 3,25          | 327     | 14            |  |  |  |
|                        | Parti républicain du peuple (CHP)             | 11 155 972 | 25,98 | 5,13          | 135     | 23            |  |  |  |
|                        | Parti d'action nationaliste (MHP)             | 5 585 513  | 13,01 | 1,23          | 53      | 18            |  |  |  |
|                        | Parti de la félicité (SP)                     | 543 454    | 1,27  | 1,30          | 0       | en stagnation |  |  |  |
|                        | Parti de la voix du peuple (HSP)              | 329 723    | 0,77  | Nv.           | 0       | en stagnation |  |  |  |
|                        | Parti de la grande unité (BBP)                | 323 251    | 0,75  | Nv.           | 0       | en stagnation |  |  |  |
|                        | Parti démocrate (DP)                          | 279 480    | 0,65  | 4,77          | 0       | en stagnation |  |  |  |
|                        | Parti des droits et de l'égalité (HEPAR)      | 124 415    | 0,29  | Nv.           | 0       | en stagnation |  |  |  |
|                        | Parti de la gauche démocratique (DSP)         | 108 089    | 0,25  | Nv.           | 0       | en stagnation |  |  |  |
|                        | Parti de la juste voie (DYP)                  | 64 607     | 0,15  | Nv.           | 0       | en stagnation |  |  |  |
|                        | Parti communiste turc (TKP)                   | 64 006     | 0,15  | 0,09          | 0       | en stagnation |  |  |  |
|                        | Parti de la nation (MP)                       | 60 716     | 0,14  | Nv.           | 0       | en stagnation |  |  |  |
|                        | Parti nationaliste et conservateur (MMP)      | 36 188     | 0,08  | Nv.           | 0       | en stagnation |  |  |  |
|                        | Parti du travail (İP)                         | 32 128     | 0,07  | en stagnation | 0       | en stagnation |  |  |  |
|                        | Parti libéral-démocrate (LDP)                 | 15 222     | 0,04  | 0,06          | 0       | en stagnation |  |  |  |
|                        | Indépendants                                  | 2 819 917  | 6,57  | 1,34          | 35      | 9             |  |  |  |
|                        |                                               |            |       |               |         |               |  |  |  |
| Votes valides          | Votes valides                                 | 42 941 763 | 97,78 |               |         |               |  |  |  |
| Votes blancs et nuls   | Votes blancs et nuls                          | 973 185    | 2,22  |               |         |               |  |  |  |
| Total                  | Total                                         | 43 914 948 | 100   | —             | 550     | en stagnation |  |  |  |
| Abstention             | Abstention                                    | 8 891 374  | 16,84 |               |         |               |  |  |  |
| Inscrits/Participation | Inscrits/Participation                        | 52 806 322 | 83,16 |               |         |               |  |  |  |

## Analyse

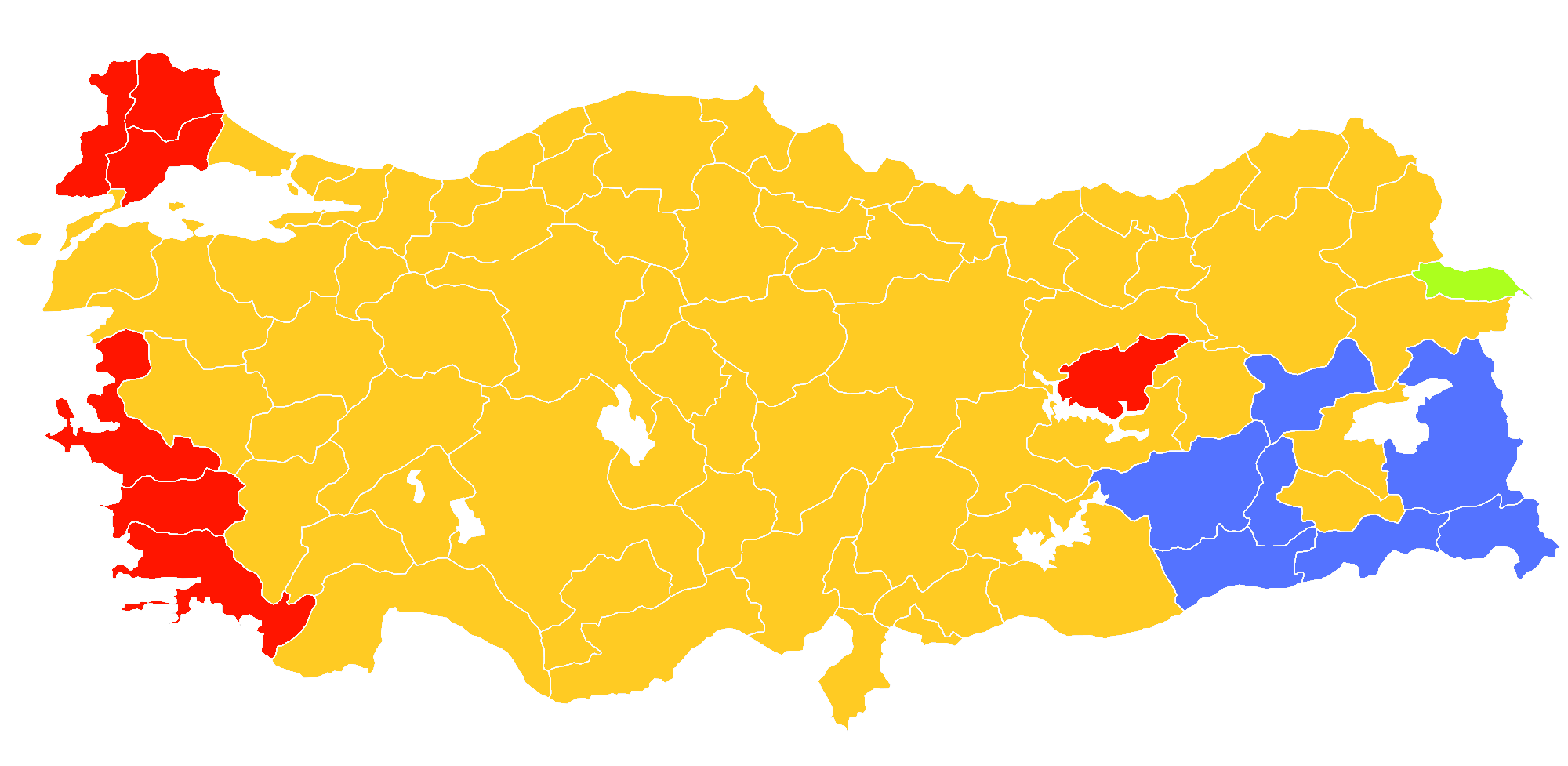
Parti arrivé en tête par province :
AKP
CHP
Indépendants (kurdes)
MHP

Avec près de 50 % des suffrages exprimés, soit la meilleure performance depuis 1965, l'AKP remporte un troisième mandat consécutif, une performance réalisée seulement une fois, dans les années 1950 par le Parti démocrate (DP), et s'assure une nouvelle majorité absolue. Paradoxalement, cette progression en voix s'accompagne d'un recul en nombre d'élus, du fait de la poussée des candidats indépendants (pour la plupart des représentants de la communauté kurde) et du CHP, qui échoue cependant à atteindre la barre des 30 % des voix comme ses dirigeants l'avaient espéré. L'AKP ne dispose donc pas des majorités qualifiées nécessaires pour modifier seul la Constitution, ou en adopter une nouvelle. Le MHP s'érode légèrement, probablement à cause du scandale l'ayant affecté, mais n'a eu aucun mal à reconduire son groupe parlementaire à la Grande Assemblée nationale. Aucun autre parti n'a franchit la barre des 10 % des suffrages exprimés pour accéder à la répartition des sièges, tous se situant en outre très largement en dessous de ce seuil, confortant la dimension quadripolaire du multipartisme turc.
Pour la première fois depuis 1960, un député issu d'une minorité chrétienne est élu, en tant qu'indépendant, Erol Dora.
14,3 % des sièges sont occupés par des femmes.